# Pitchfork-Bifurkation

Bifurkationsdiagramm einer superkritischen Pitchfork-Bifurkation. Stabile Fixpunkte sind durchgezogen, instabile gepunktet dargestellt.

Bifurkationsdiagramm einer subkritischen Pitchfork-Bifurkation. Stabile Fixpunkte sind durchgezogen, instabile gepunktet dargestellt.

Die Pitchfork-Bifurkation, auch Heugabel- oder Stimmgabel-Bifurkation genannt, ist ein bestimmter Typ einer Bifurkation eines nichtlinearen Systems.
Die Normalform der Pitchfork-Bifurkation ist:
{\displaystyle {\frac {dx}{dt}}=r\cdot x+\alpha \cdot x^{3}}
mit
{\displaystyle \alpha =\pm 1}
wobei {\displaystyle r} der für das Auftreten der Bifurkation zu variierende Parameter ist.
Für α = 1 erhält man die subkritische Pitchfork-Bifurkation
Für α = −1 erhält man die superkritische Pitchfork-Bifurkation
Die Pitchfork-Bifurkation hat folgende Gleichgewichtspunkte:
{\displaystyle {x_{1}}^{*}=0}
{\displaystyle {x_{2}}^{*}=\pm {\sqrt {-{\frac {r}{\alpha }}}}}